# Blotiella
Blotiella is een geslacht van ongeveer twintig soorten voornamelijk tropische varens uit de adelaarsvarenfamilie (Dennstaedtiaceae). De soorten komen voor van Costa Rica tot in Venezuela en Bolivia en in Zuidoost- en Zuid-Brazilië, in het Caraïbisch gebied, in tropisch en zuidelijk Afrika en op eilanden in de westelijke Indische Oceaan.

## Soorten
- Blotiella bouxiniana Pic.Serm.
- Blotiella confusa Jongkind & W. de Winter
- Blotiella coriacea Verdc.
- Blotiella coursii (Tardieu) Rakotondr. ex J.P.Roux
- Blotiella crenata (Alston) Schelpe
- Blotiella currorii (Hook.) R.M.Tryon
- Blotiella glabra (Bory) R.M.Tryon
- Blotiella hieronymi (Kümmerle) Pic.Serm.
- Blotiella isaloensis (Tardieu) J.P.Roux
- Blotiella lanceifolia (J.Agardh) Rakotondr.
- Blotiella lindeniana (Hook.) R.M.Tryon
- Blotiella madagascariensis (Hook.) R.M.Tryon
- Blotiella mannii (Baker) Pic.Serm.
- Blotiella marojejyensis J.P.Roux
- Blotiella natalensis (Hook.) R.M.Tryon
- Blotiella pubescens (Kaulf.) R.M.Tryon
- Blotiella reducta (C.Chr.) R.M.Tryon
- Blotiella sinuata (Alston) Pic.Serm.
- Blotiella stipitata (Alston) Faden
- Blotiella tisserantii (Alston & Tardieu) Pic.Serm.
- Blotiella trichosora Pic.Serm.